# Charles E. McKenzie
Charles Edgar McKenzie, född 3 oktober 1896 i DeSoto Parish i Louisiana, död 7 juni 1956 i Monroe i Louisiana, var en amerikansk politiker (demokrat). Han var ledamot av USA:s representanthus 1943–1947.
McKenzie efterträdde 1943 Newt V. Mills som kongressledamot och efterträddes 1947 av Otto Passman.